# Land van de Olibanum
Het Land van de Olibanum (Frans: Terre de l’encens; Engels: Land of Frankincense) is de naam van een werelderfgoed in het district Salalah, gouvernement Dhofar in Oman. De site bevat bomen die olibanum, een hars, leveren. Ook staat er een historische karavanserai, die gebruikt werd bij de historische handel van de olibanum.